# Nikolaï Pokrovski
Pour les articles homonymes, voir Pokrovski.

Nikolaï Nikolaïevitch Pokrovski (en russe : Николай Николаевич Покровский), né le 27 janvier 1865 à Saint-Pétersbourg, décédé le 12 décembre 1930 à Kaunas (Lituanie).
Homme politique russe, dernier ministre des Affaires étrangères de la Russie impériale du 30 octobre 1916 à février 1917.

## Biographie
Nikolaï Pokrovski fit ses études de droit à l'université d'État de Moscou et à l'université d'État de Saint-Pétersbourg.

### Carrière politique
Nikolaï Pokrovski commença sa carrière politique au ministère des Finances. Entre 1902 et 1903, il fut vice-président du département des impôts du ministère des Finances et, en 1904, fut nommé président de ce même département. Entre 1906 et juillet 1914, il occupa les fonctions d'adjoint au ministre des Finances où sa fonction consista à superviser la fiscalité dans le domaine des affaires. Tout en conservant son poste d'adjoint, entre 1914 et 1916, Nikolaï Pokrovski siégea au Conseil d'État.
Le 30 novembre 1916, Nicolas II de Russie le nomma ministre des Affaires étrangères, succédant à Boris Stürmer. Certains journaux anglais considérèrent cette nomination comme le signe d'une volonté de la part du tsar de supprimer dans le gouvernement de la Russie impériale les ministres germanophiles, considérés comme responsables de l'agitation en Russie. Le 15 décembre 1916, Nikolaï Pokrovski annonça à la Douma que la signature du traité de 1915 entre la Grande-Bretagne et la France (signé un plus tard par l'Italie), (Triple-Entente) donnait à la Russie un droit sur les détroits et Constantinople. Il annonça également qu'aucun traité de paix ne serait signé entre la Russie et l'Allemagne, annonce accueillie par les députés  par un tonnerre d'applaudissements.
Nikolaï Pokrovski fut favorable à l'apport d'un capital financier américain dans l'économie russe. Avec le soutien du ministère des Finances, il proposa d'envoyer aux États-Unis une commission spéciale chargée des affaires économiques et financières. En janvier 1917, il rédigea un document dans lequel il défendit l'idée d'établir des relations étroites avec les Américains, ce pays étant pour lui le seul qui avait la capacité de mettre un terme à la guerre. 
Dans une note adressée au tsar le 21 février 1917, Nikolaï Pokrovski exprima sa confiance dans une victoire de la Russie impériale sur l'Allemagne et il lui soumit également la proposition de préparer une force expéditionnaire pour procéder à un déploiement des forces militaires russes à Constantinople en octobre 1917.
Au cours de la réunion du Conseil des ministres du 25 février 1917, Nikolaï Pokrovski proposa la démission du gouvernement tout entier. Il fut chargé de négocier cette proposition avec la Douma et le Parti constitutionnel démocratique. Le 26 février 1917, Nikolaï Pokrovski rapporta le bilan des négociations avec le Parti constitutionnel démocratique, dirigé par Vasily Maklakov, ce dernier demanda la démission du gouvernement dans sa totalité.
Pavel Milioukov lui succéda à ce poste.

### Révolution russe
Après février 1917, Nikolaï Pokrovski dirigea le Comité du rapprochement économique entre la Russie et les États-Unis.
Après la révolution russe, Nikolaï Pokrovski quitta la Russie et s'installa à Kaunas en Lituanie où il devint enseignant à l'université de cette ville.
Selon Nina Berberova, bien que n'étant pas initié, il faisait partie d'« une certaine arrière-garde sympathisante de la franc-maçonnerie russe ».